# مجلس نواب نيوهامبشير
مجلس نواب نيوهامبشير (بالإنجليزية: New Hampshire House of Representatives) هو مجلس النواب التشريعي لولاية نيوهامبشير الأمريكية، يقع المقر الرئيسي له في كونكورد، نيوهامبشر، ويتكون من 400 مقعداً.